# Guernseyská libra
Guernseyská libra je platidlem Guernsey, britského korunního závislého území u pobřeží Francie. Guernseyská libra nemá vlastní ISO 4217 kód, je jen lokální variantou zákonného platidla celého království - libry šterlinků - ta má kód GBP. Guernseyská libra je tedy pevně navázána na britskou libru v poměru 1:1. Jedna setina libry se nazývá pence. Stejné postavení jako guernseyská libra mají i jerseyská libra a manská libra.
Ostrov Guernsey vydává vlastní mince i bankovky. Existence odlišných motivů na bankovkách a mincích guernseyské libry dokazuje vysoký stupeň volného svazku mezi ostrovem a královstvím a podporuje národní uvědomění na ostrově. Mince i bankovky jsou směnitelné se všemi ostatními variantami libry šterlinků.

## Mince a bankovky
Mince guernseyské libry mají hodnoty  1, 2, 5, 10, 20 a 50 pencí, dále 1 a 2 liber. 
Bankovky jsou tištěny v hodnotách 1, 5, 10, 20, 50 liber.